# George Frederic Allen

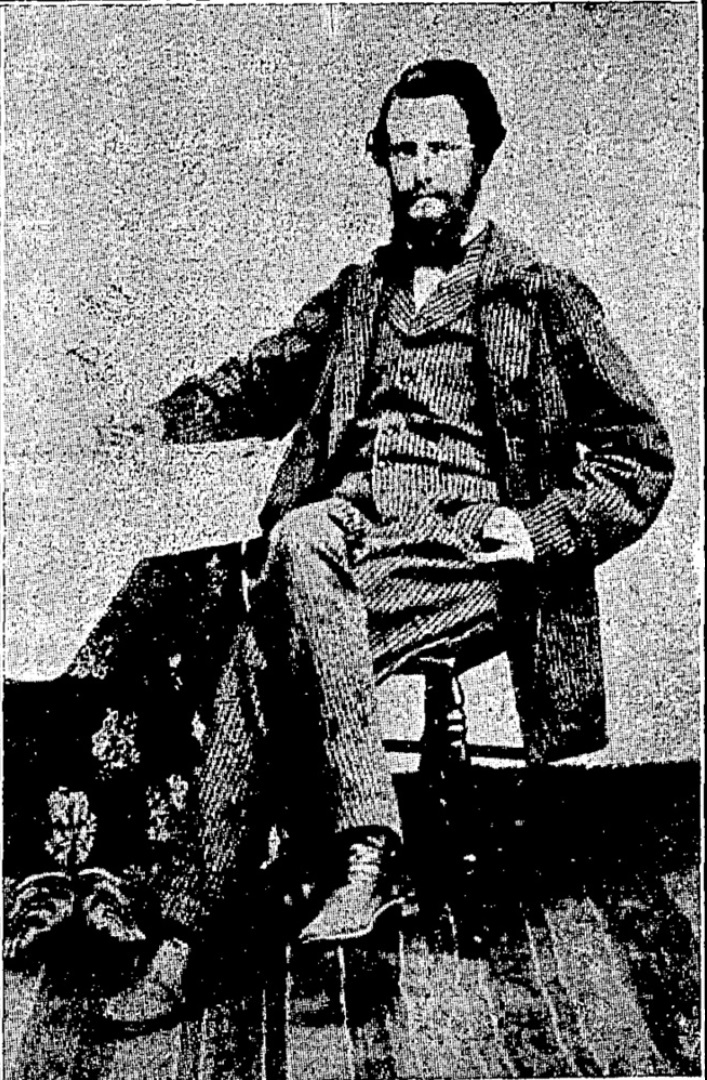
George Frederic Allen, 1903

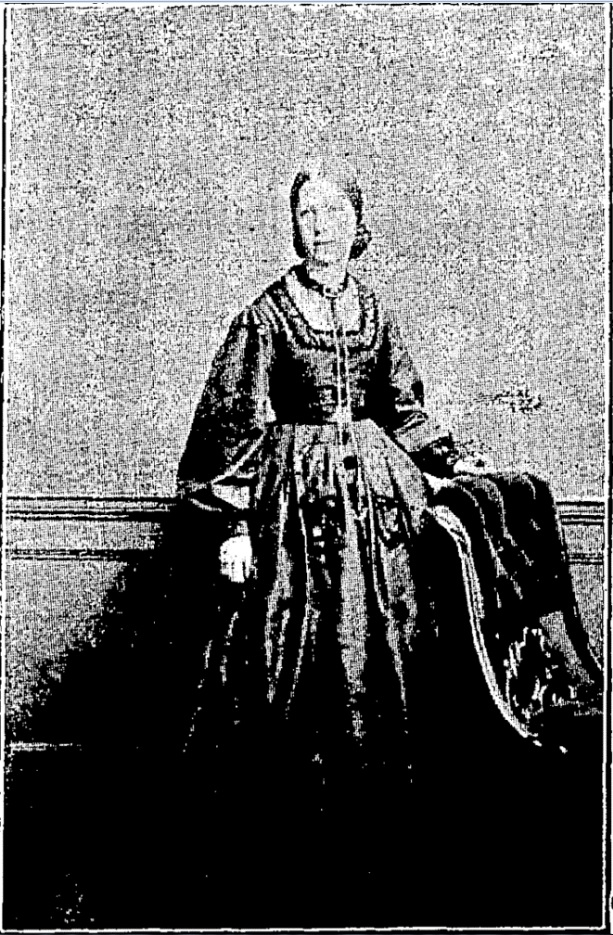
Allans Ehefrau Caroline Frances Allen, 1903

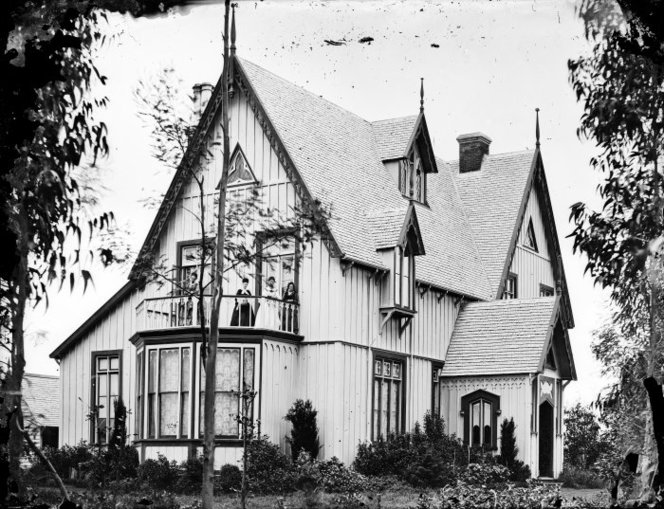
Trenton House, Oneida um 1870

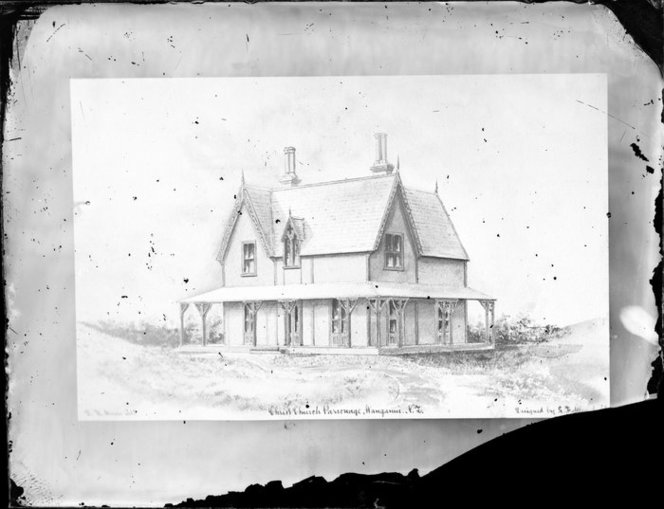
Pfarrhaus Christ Church Parsonage, Wanganui

George Frederic Allen (* 15. Februar 1837 in London; † 28. Februar 1929 in Masterton) war ein neuseeländischer Architekt.
Allen war Sohn des Architekten George Allen und dessen Frau Maria Day. Nach einer Ausbildung als Architekt und Vermesser fand er bei der Great Barrier Kauri Timber and Copper Mining Company in Neuseeland Anstellung. Er verließ am 5. April 1860 England und traf am 19. Juli in Auckland ein. Von hier reiste er weiter auf die Insel Great Barrier Island. Anderthalb Jahre später kehrte er verarmt nach Auckland zurück. Hier fand er einen Job als stellvertretender Schulleiter der Church of England Grammar School.
Allen begann mit seinem Partner J. O. Barnard als Architekt und Vermesser zu arbeiten. Der Sieg bei einem Entwurfswettbewerb für die Kirche St Matthew’s Church brachte ihnen ein Angebot des damaligen Premierministers William Fox ein, der sie als Distriktvermesser der Provinz Wellington anstellte. Allen zog im Juli 1862 nach Wellington, wurde aber bereits im November nach Wanganui versetzt, das für sein späteres Leben prägend werden sollte.
Seine in England verbliebene Verlobte, Caroline Frances Hanson, kam an Bord der Ganges nach Neuseeland nach und heiratete ihn am 21. Oktober 1863 in der von ihm entworfenen St Matthew’s Church in Auckland. Aus dieser Verbindung gingen fünf Kinder, sechs Söhne und eine Tochter hervor. Zwei der Söhne starben bereits als Kleinkinder.
Nach mehr als drei Jahren im Staatsdienst machte sich Allen selbständig. Er arbeitete als Vermesser für Privatgrundstücke in Papaiti und plante ein neues Pfarrhaus. Wegen der durch die kriegerischen Auseinandersetzungen mit den Ureinwohnern der Region fehlender Aufträge gründete er eine Privatschule.
Vier Jahre lang war er Mitglied der Kolonialmiliz und nahm mit ihr an der Entsatzmission von Major C. C. Rookes für das von den Maori belagerte Pipiriki teil.
Allen widmete sich auch der christlichen Religion, Freimaurerei und Kirchenmusik. Er war Kirchendiener der Christ Church und entwarf für den Kirchenneubau 1866 das Mobiliar. Er war ein guter Organist, Flötist und Sänger und gründete den Kirchenchor. Er war Mitgründer, Dirigent und Solosänger der Wanganui Choral Society. Allen war ab 1866 Mitglied der Freimaurerloge Lodge Tongariro, später war er Kaplan und Chormeister der Lodge St Andrew Kilwinning.
Er war Sekretär der Freiwilligen Feuerwehr von Wanganui.
1867 entwarf er für den befreundeten J. A. H. Burnett das Wohnhaus Trenton House in Oneida.
Nachdem 1869 Frieden einkehrte, widmete sich Allen wieder ganz seinem Beruf. Er entwarf die St. Stephen's Church in Marton.
Im Rahmen umfangreicher Vermessungsarbeiten in den Tälern des Waitotara und des Wanganui River gelangte er bis zum Oberlauf des Flusses und erstieg den Mount Ruapehu, Mount Ngauruhoe und Mount Tongariro. 1894 wurden seine Beschreibungen der Reiseroute von Auckland über den Wanganui River nach Wellington als Willis's guide book of new route for tourists veröffentlicht.
In den 1890er Jahren begann sich in der zentrale Nordinsel der Tourismus zu entwickeln. Allen legte ein Sommercamp auf halbem Wege der Postkutschenstrecke von Waiouru nach Taupō. Am Waihohonu Stream zwischen dem Mount Ruapehu und dem Mount Ngauruhoe gelegen, war es ein beliebter Zwischenstopp für die Durchreisenden. Allen bot geführte Touren in die Berge und Übernachtungsmöglichkeiten an.
Die Bürger von Wanganui ehrten ihm am 11. Oktober 1889 mit einer Geldbörse voll Sovereigns für seinen Dienst an der Allgemeinheit.
Seine Frau Caroline starb am 10. Januar 1903.
Am 11. Februar 1907 heiratete Allen in der St Peter’s Church in Caversham in Dunedin die Witwe Sarah Alice Thomas (geb. Edmeades). Sie zogen nach Masterton. Allen starb hier am 28. Februar 1929 im Alter von 92 Jahren.